# Euthalia aconthea
Euthalia aconthea är en fjärilsart som beskrevs av Pieter Cramer 1779. Euthalia aconthea ingår i släktet Euthalia och familjen praktfjärilar. Inga underarter finns listade i Catalogue of Life.

## Bildgalleri

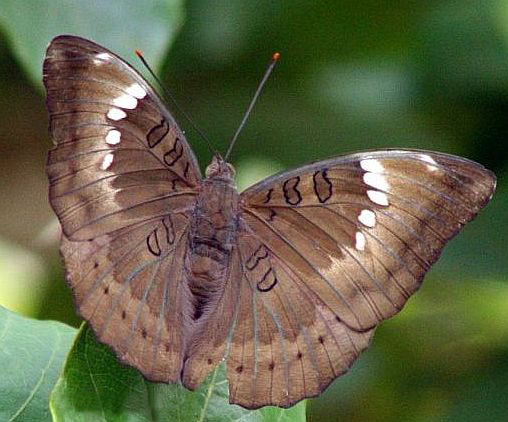
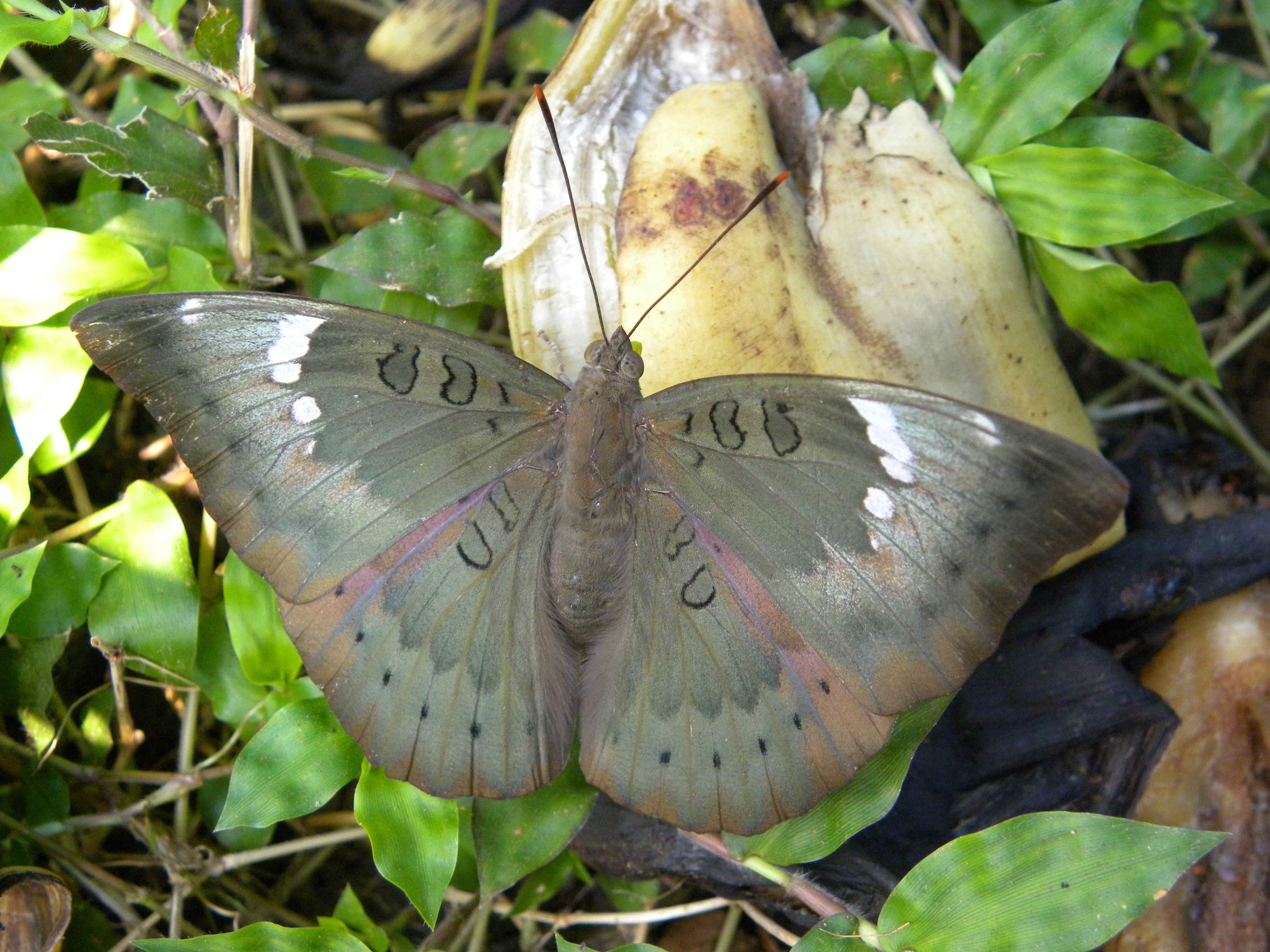
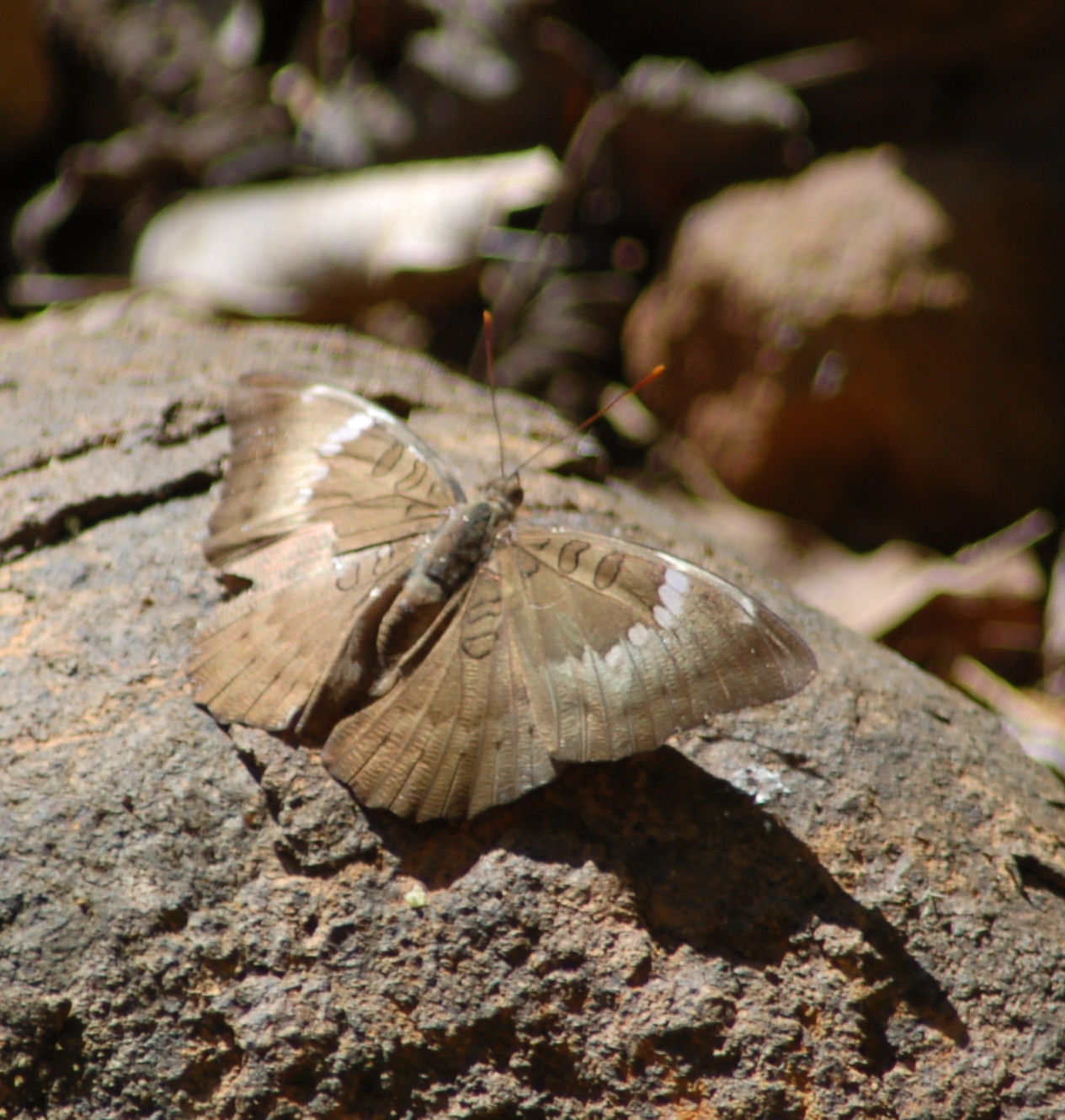
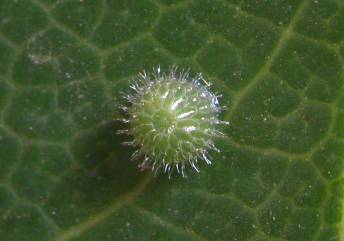
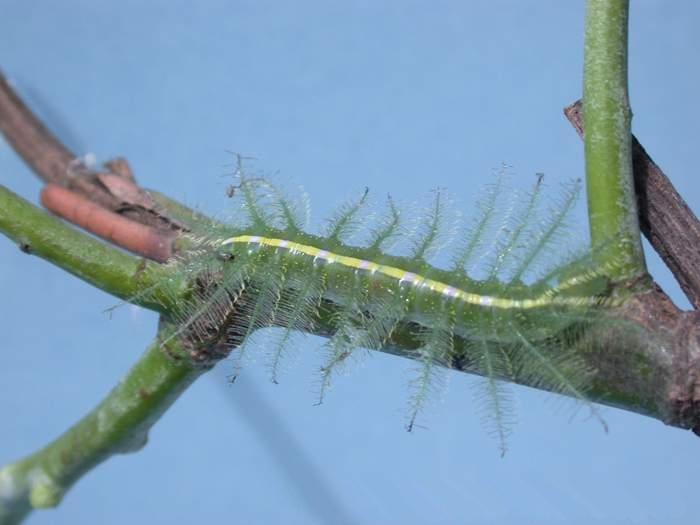
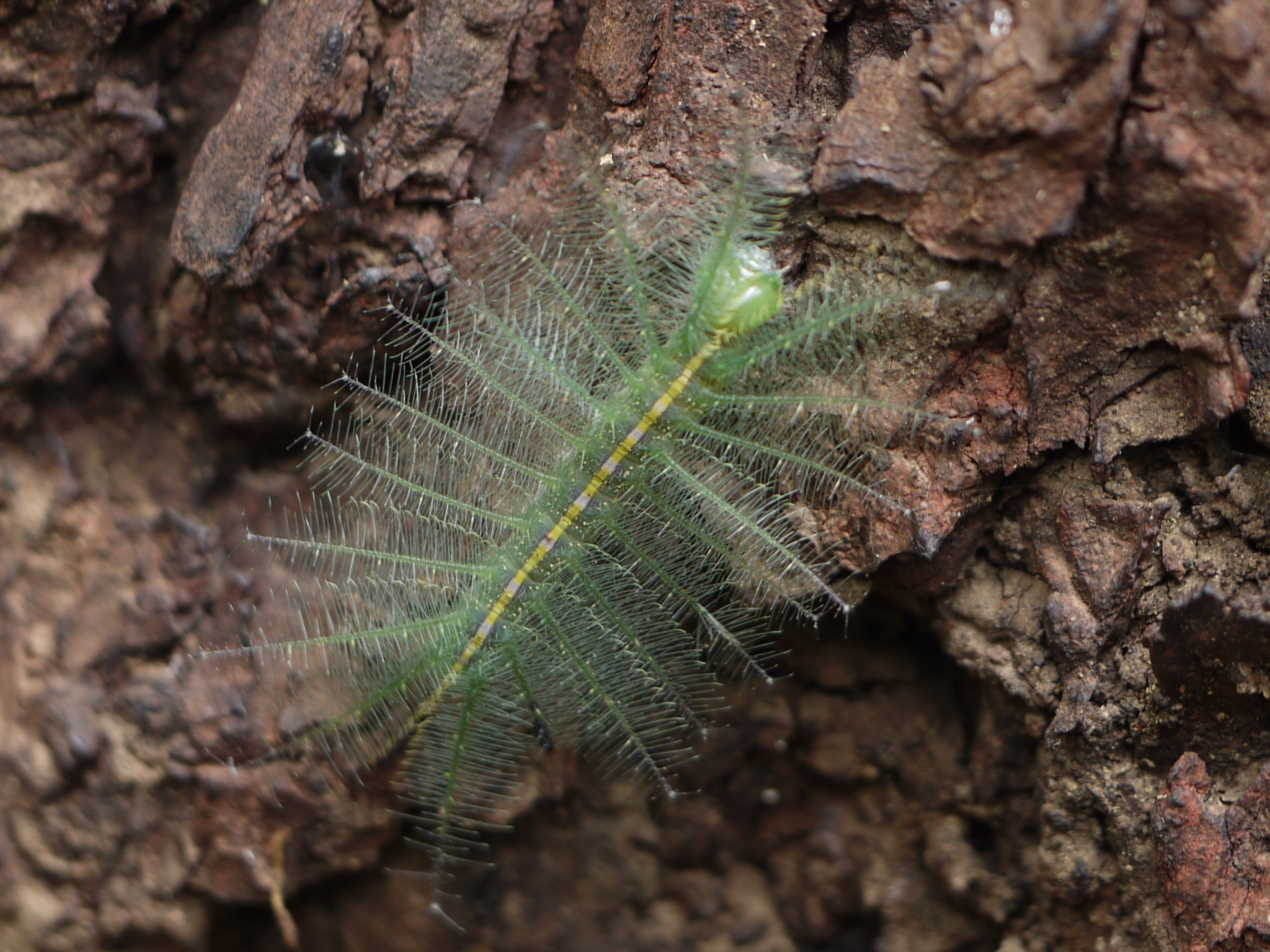
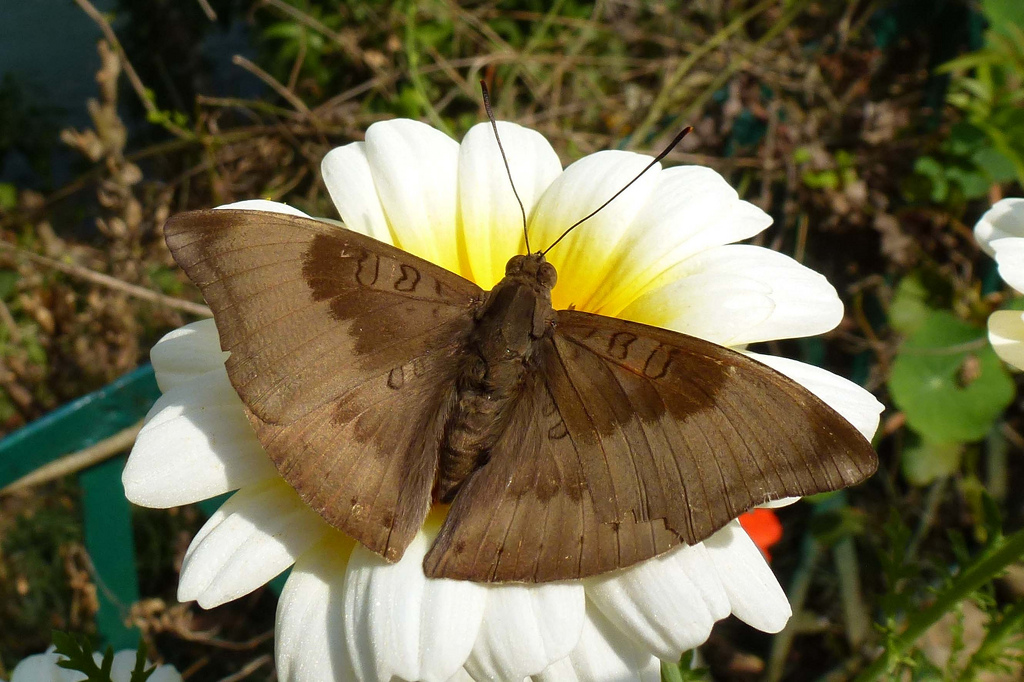